# Cavendishia rhynchophylla
Cavendishia rhynchophylla är en ljungväxtart som beskrevs av A. C. Smith. Cavendishia rhynchophylla ingår i släktet Cavendishia och familjen ljungväxter. Inga underarter finns listade i Catalogue of Life.